# Andrea Viglione
Andrea Viglione (Torino, 24 agosto 1914 – Roma, 28 aprile 1992) è stato un generale italiano, già capo di Stato Maggiore della Difesa.

## Biografia
Andrea Viglione nacque a Torino il 24 agosto 1914 ed iniziò la propria carriera a 20 anni, poco dopo il servizio militare. Il 5 novembre 1934, infatti, venne ammesso alla frequentazione dei corsi nel reparto dei bersaglieri a Bassano del Grappa.
Nominato aspirante ufficiale dal 23 maggio 1935 nell'arma di fanteria, il 20 giugno successivo venne destinato al 9º reggimento bersaglieri di Zara come comandante di plotone, ottenendo il 2 dicembre di quello stesso anno il grado di sottotenente. Il 14 gennaio 1936 fu con il proprio reggimento a Tarvisio ed il 3 settembre venne collocato in congedo.
L'8 novembre 1936 fu ammesso ai corsi della regia accademia militare di fanteria e cavalleria di Modena per il prestigio della quale rinuncia al grado che già rivestiva per poi riacquistarlo a fine frequenza il 2 settembre 1938; dal 1º ottobre di quell'anno venne destinato alla scuola di applicazione di fanteria di Parma. Al termine di questa seconda fase di studio, nel 1939, venne assegnato al 4º reggimento bersaglieri di Torino col grado di tenente come comandante di plotone.
L'11 giugno 1940 venne mobilitato per la partecipazione alla seconda guerra mondiale, prendendo parte alle operazioni sulla frontiera alpina occidentale dove guadagnò la prima decorazione al valor militare e venne promosso tenente. Nel novembre dello stesso anno fu a Bari per imbarcarsi con il proprio reggimento alla volta dell'Albania, dove prese parte poi alle operazioni sul fronte greco-albanese, ottenendo la seconda decorazione al valor militare. L'anno successivo venne nominato capitano.
Dopo l'8 settembre 1943 riuscì a sottrarsi alla cattura dei tedeschi e aderì alla resistenza, venendo nominato dal 1944 vice comandante e dall'anno successivo comandante della "Brigata Valle Grana" con la quale prese parte ad operazioni militari partigiane nell'area di Cuneo, ottenendo successivamente un avanzamento per meriti di guerra.
Dopo il conflitto venne ammesso al 72º corso di stato maggiore della scuola di guerra di Civitavecchia, venendo poi trasferito al Comiliter di Firenze come capo sezione per addestramento e ordinamento. Nel 1952 venne promosso maggiore e posto a comando del 70º reggimento fanteria di Firenze. Trasferito a Bolzano due anni più tardi prese il comando del 4° comiliter. Nel 1956 giunse a Trieste come capo di sotto delegazione della Commissione Italiana per la rettifica della linea di demarcazione dei confini italiani con la Jugoslavia e il 2 agosto di quello stesso anno venne promosso colonnello.
Nel 1959 ottenne il comando del 76º Reggimento fanteria "Napoli" a Cividale del Friuli, passando l'anno successivo a disposizione dello stato maggiore, venendo promosso dal 31 dicembre 1962 al grado di generale di brigata e assegnato come comandante ai granatieri di Sardegna a Roma.
Promosso dal 28 maggio 1969 al grado di generale di corpo d'armata, il 27 ottobre venne nominato direttore generale della Motordife (motorizzazione e combustibili dell'esercito). Successivamente fu destinato al comando del X CoMiliTer di Napoli.
Il 21 aprile 1973 venne nominato capo di stato maggiore dell'Esercito italiano e dal 1º gennaio 1975 lasciò il proprio incarico per raggiungere quello di capo di stato maggiore della difesa. Il 1º febbraio 1978 venne collocato in congedo.
Andrea Viglione morì a Roma nel 1992.